# Peter Tolan
Peter James Tolan III (* 5. Juli 1958 in Scituate, Massachusetts) ist ein US-amerikanischer Drehbuchautor, Regisseur, Schauspieler und Produzent.
Unter anderem basiert die US-amerikanische Serie Rescue Me auf einer Idee Tolans.

## Filmografie (Auswahl)
- 1990: Alice (Alice)
- 1991: Hör mal, wer da hämmert (Home Improvement, Fernsehserie, 2 Episoden Drehbuch)
- 1996: Ein Präsident für alle Fälle (My Fellow Americans, Drehbuch)
- 1999: Reine Nervensache (Analyze This, Drehbuch)
- 2000: Teuflisch (Bedazzled, Drehbuch)
- 2000: Good Vibrations – Sex vom anderen Stern (What Planet Are You From?, Drehbuch)
- 2001: America’s Sweethearts (Drehbuch)
- 2001–2002: Der Job (The Job)
- 2002: Reine Nervensache 2 (Analyze That, Drehbuch)
- 2002: Schwere Jungs (Drehbuch)
- 2005: Dick und Jane (Fun with Dick and Jane, Drehbuch)
- 2005: Guess Who – Meine Tochter kriegst du nicht! (Guess Who, Drehbuch)
- 2005: Solange du da bist (Just Like Heaven, Drehbuch)
- 2008: Finding Amanda (Regie, Drehbuch)
- 2004–2011: Rescue Me (Fernsehserie als Drehbuchautor, Produzent)